# 미복 잠행
미복 잠행(微服潛行)은 군주가 민생을 살피기 위해 평상복 차림으로 다니던 일이다. 옛날에는 대부분의 백성들이 자기네 왕의 얼굴을 알지 못했기 때문에 이러한 일이 가능했는데, 왕이 미복잠행을 할 때는 안전을 위해서 대개 경호원이 동행하였다. ‘암행’이 뚜렷한 목적과 목표를 갖고 자신의 정체를 숨기고 돌아다니는 행동임에 비해 ‘잠행’은 특정한 목표없이 민생을 살피는 것을 말한다.  조선시대의 기록들에서 미복잠행과 관련된 서술이 드물지 않게 등장한다.
왕은 미복잠행을 하면서 백성들의 생활을 살피며 이를 국정운영에 참고하는 일이 많았고, 백성들의 고충을 해결해주기도 하였다. 또한 자신의 비방을 하는 등 마음에 들지 않는 백성에게는 형벌을 내리는 일도 있었다. 후에는 신문, 방송 등의 미디어를 통해 고위직의 얼굴이 두루 알려지면서 미복잠행은 없어지게 되었다.